# Cryptophagus saginatus
Cryptophagus saginatus es una especie de escarabajo del género Cryptophagus, familia Cryptophagidae. Fue descrita científicamente por Sturm en 1845.
Mide 1.8-2.7 mm. De distribución holártica, posiblemente en América del Norte es una especie introducida.